# Женская община во имя иконы Божией Матери «Отрада и утешение»
Женская община во имя иконы Божией Матери «Отрада и утешение» — община (монастырь) в селе Добрынихе Серпуховского уезда Московской губернии, ныне городской округ Домодедово Московской области.

## История
В 1882 году император Александр III подписал указ о создании Императорского палестинского общества, и графиня Мария Владимировна Орлова-Давыдова вошла в состав его членов-учредителей. Весной 1883 года графиня приехала в свою вотчину в Щеглятьево и стала заниматься его хозяйством. в 1890 году Мария Владимировна приобрела в Щеглятьево землю с пустошью Добрыниха для обустройства своего имения. Здесь же она задумала обустроить православную культурно-просветительскую и благотворительную общину, целью которой видела «служение ближней окрестности в их нуждах, уход за больными, обучение и воспитание детей женского пола…» Официально женская община во имя иконы Божьей Матери «Отрада и Утешение» была учреждена Высочайшим Указом от 26 марта 1898 года.
Мария Владимировна возвела для общины двухэтажную кирпичную богадельню, а в 1893 году начала строительство домового храма во имя иконы Божией Матери «Отрада и Утешение». Создав общину, Орлова-Давыдова стала её настоятельницей и приняла постриг с именем Магдалина. В 1899 году игуменья Магдалина приступила к возведению соборного храма во имя Успения Божией Матери, заказав проект академику архитектуры Сергею Устиновичу Соловьёву, который взял за образец Успенский собор в Кремле. Собор был возведён и освящён в 1904 году. В богадельном корпусе была открыта вторая домовая церковь во имя Христа Спасителя, исцеляющего расслабленного, а на кладбище для отпевания усопших поставлена деревянная на каменном фундаменте часовня. Кроме того в общине имелись мастерские и различные подсобные помещения. Была возведена надвратная звонница, а также были выстроены стены с зубчатым верхом, которые опоясывали это святое место.
Перед Первой мировой войной в общине проживало 130 сестер, 50 обитателей богадельни, а также до 30 детей-сирот в возрасте от 2 до 14 лет воспитывалось в приюте. За счет настоятельницы матушки Магдалины содержалась частная лечебница, хозяйство имело собственных лошадей, молочную ферму со скотом улучшенной породы, образцовую пасеку, плодовый сад, огород, ткацкую, трикотажную, портновскую и башмачную мастерские, мельницу. Перед Октябрьской революцией, в 1916 году, община получила 41,5 тысячи рублей дохода, тогда как собственные расходы составляли чуть более 9 тысяч рублей. Значительная часть доходов была получены от продажи скота, плодов, овощей и меда. В том же году община выделила на содержание больных в Покровской психиатрической больнице, на действующую армию и семьям призванных на войну и раненых солдат более 2 тысяч рублей.

### После революции
После 1917 года общине «Отрада и Утешение» пришлось изменить свой статус: она называлась трудовой общиной, а затем — сельскохозяйственной артелью «Добрыниха». Пахотная земля у монастыря была отобрана, его сёстрам было оставлено лишь небольшое количество неудобной и поросшей кустарником земли. 27 сентября 1927 года президиум Серпуховского исполкома принял решение о ликвидации артели «Добрыниха». В 1928 году в монастыре устроили колхоз «Весна», школу крестьянской молодежи и дом ребёнка. Игуменья Магдалина скончалась в 1931 году. В начале 1929 года был поставлен вопрос о закрытии собора, окончательно он был закрыт в 1934 году. Главную святыню общины — икону Божией Матери «Отрада и Утешение» передали в храм Архангела Михаила в селе Михайловское, где она находится и по настоящее время. После закрытия артели здания монастыря использовались под различные нужды. Надвратная колокольня была разрушена, собор со временем ветшал. Сначала в его стенах мололи зерно на муку, в подвалах хранили овощи, а потом в здании устроили склад списанного инвентаря.

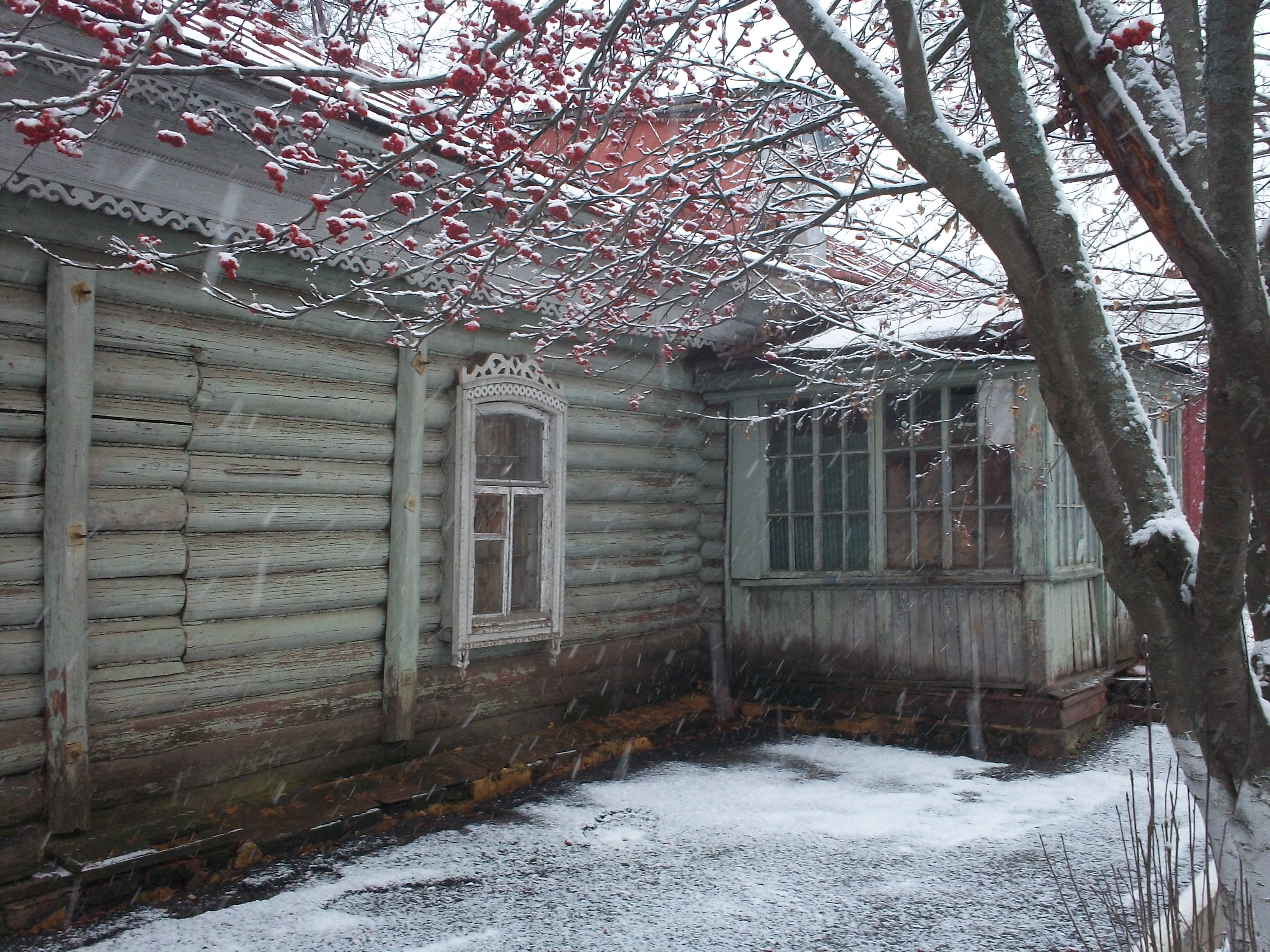
Дом Кербикова в 2010 году

В 1934 году в монастыре открылась Московская городская психиатрическая больница. Во время Великой Отечественной войны, в 1943—1945 годах, её возглавлял известный психиатр академик Олег Васильевич Кербиков. С 1984 года главным врачом назначен заслуженный врач Российской Федерации Ю. Р. Красковский. На территории монастыря появились новые корпуса больницы, однако прежние здания общины приходили в упадок. В таком состоянии в конце 1991 года церковные здания передали Русской православной церкви. В августе 1994 года православная община приступила к реставрации Успенского собора. На территории общины в настоящее время действует Психиатрическая больница № 2 им. О. В. Кербикова Департамента здравоохранения города Москвы.
Также действующими являются Собор Успения Пресвятой Богородицы и Церковь иконы Божией Матери «Отрада и утешение».